# ニューファンドランド・ラブラドール州

ニューファンドランド・ラブラドール州
英: Newfoundland and Labrador
仏: Terre-Neuve-et-Labrador

| ニューファンドランド・ラブラドール州の旗 | ニューファンドランド・ラブラドール州の州章 |
| ---------------------------------------- | ------------------------------------------ |
| （州旗）                                 | （州章）                                   |

モットー: ラテン語："Quaerite Primum Regnum Dei"
（英語：Seek ye first the kingdom of God）

| 基本データ                                 | |
| 州花                                       | ムラサキヘイシソウ （Purple pitcher plant） |
| 州木                                       | クロトウヒ （Black Spruce） |
| 州鳥                                       | ニシツノメドリ （Atlantic Puffin） |
| 州都                                       | セント・ジョンズ |
| 最大の都市                                 | セント・ジョンズ |
| 州の公用語                                 | 英語（事実上） |
| 面積 - 総計 - 陸地 - 水域（割合） 最高標高 | （国内第10位） 405,212 km² 373,872 km² 31,340 km² (7.7%) 1,652 m |
| 人口（2021年） - 総計 - 人口密度           | （国内第9位） 510,550 人 1.3 人/km² |
| GDP（2011年） - 州合計 - 1人当たり         | （国内第8位） 336億2,400万[1]カナダドル 6万5,556カナダドル |
| 連邦政府加入 - 順番 - 加入年月日           | 12番目 1949年3月31日 |
| 時間帯                                     | 【ニューファンドランド】 ニューファンドランド標準時 （NST、UTC-3:30） ニューファンドランド夏時間 （NDT、UTC-2:30） 【ラブラドール】 大西洋標準時（AST、UTC-4） 大西洋夏時間（ADT、UTC-3） |
| 郵便コード 郵便番号 ISO 3166-2:CA          | NL A CA-NL |
| 公式サイト                                 | www.gov.nl.ca |
| 行政                                       | |
| 副総督                                     | ジョーン・マリー・アイルワード（英語版） |
| 州首相                                     | ジョン・ホーガン（英語版）（ニューファンドランド・ラブラドール自由党） |
| カナダ議会 -下院議席数 -上院議席数         | 7 6 |

ニューファンドランド・ラブラドール州（ニューファンドランド・ラブラドールしゅう、英: Newfoundland and Labrador [nʲuːfən(d)ˈlænd ænd 'læbrədɔr]、仏: Terre-Neuve-et-Labrador）は、カナダの州の一つ。カナダ北東部に位置するラブラドール半島東部のラブラドール地方とニューファンドランド島から成る。
| 母語話者（ニューファンドランド・ラブラドール州） 2006 | 母語話者（ニューファンドランド・ラブラドール州） 2006 | 母語話者（ニューファンドランド・ラブラドール州） 2006 | 母語話者（ニューファンドランド・ラブラドール州） 2006 | 母語話者（ニューファンドランド・ラブラドール州） 2006 |
| ----------------------------------------------------- | ----------------------------------------------------- | ----------------------------------------------------- | ----------------------------------------------------- | ----------------------------------------------------- |
|                                                       |                                                       |                                                       |                                                       |                                                       |
| 英語                                                  | 英語                                                  |                                                       | 97.71%                                                | 97.71%                                                |
| フランス語                                            | フランス語                                            |                                                       | 0.38%                                                 | 0.38%                                                 |

| 人種構成（ニューファンドランド・ラブラドール州） 2006 | 人種構成（ニューファンドランド・ラブラドール州） 2006 | 人種構成（ニューファンドランド・ラブラドール州） 2006 | 人種構成（ニューファンドランド・ラブラドール州） 2006 | 人種構成（ニューファンドランド・ラブラドール州） 2006 |
| ----------------------------------------------------- | ----------------------------------------------------- | ----------------------------------------------------- | ----------------------------------------------------- | ----------------------------------------------------- |
|                                                       |                                                       |                                                       |                                                       |                                                       |
| 白人                                                  | 白人                                                  |                                                       | 94.2%                                                 | 94.2%                                                 |
| 先住民                                                | 先住民                                                |                                                       | 4.7%                                                  | 4.7%                                                  |
| 黒人                                                  | 黒人                                                  |                                                       | 0.2%                                                  | 0.2%                                                  |
| その他の有色人種                                      | その他の有色人種                                      |                                                       | 0.9%                                                  | 0.9%                                                  |

## 歴史
ニューファンドランド島には、かつてベオスーク（Beothuks）族、ミグマ（またはミックマックとも呼ばれる、Mi'kmaq/Micmac）族という先住民族が居住していた。10世紀末には欧州人として初めて、ヴァイキング族がこの地へ入植した。ランス・オ・メドー国定史跡（L'Anse aux Meadows）にあるその遺跡が世界遺産となっている。
大西洋北部のタラの好漁場であるニューファンドランド島沖合は、コロンブスの新大陸来航以前からバスク地方などヨーロッパの漁民たちを惹きつけてきた。コロンブス以後、新大陸の探検にきたポルトガル人によって「テラ・ノバ（Terra Nova）」という名前がつけられ、英訳され「ニューファンドランド」となった。その後、探検家のジョン・カボットが上陸し、1497年にイギリスの海外植民地とした。ニューファンドランド島やラブラドール地方の入り江にはイギリスやフランス、スペインなどから渡ってきた漁民が暮らし始めたが、この地域の漁業権や領有権をめぐってはたびたびフランスとイギリスの間で衝突が起こった。
ニューファンドランド植民地では自治を求める動きが活発化し、1854年に責任政府が樹立され自治領（Dominion）となった。その後、カナダの連邦に加入することを拒否して自治領を維持し、1907年には事実上の独立国となったが、第一次世界大戦への参戦で戦費がかさんだほか、出征した島民が多く犠牲になり、ニューファンドランドは疲弊した。大恐慌さなかの1934年、ニューファンドランドはイギリスの直轄植民地に戻った。
1949年3月31日、住民投票によってカナダの10番目の州（準州を含むと12番目）として加わり、ニューファンドランド州となる。1964年から、州内ではニューファンドランド及びラブラドール州という名称を使用し始めるが、ラブラドール半島の主部を占めるケベック州が難色を示したため、連邦レベルで正式に採用されることはなかった。しかし、連邦議会は2001年10月に憲法を改正することにより、同年12月6日から、正式に現在の名称に変更された。

## 地理
ラブラドル半島は全般に寒冷で、樹木は生育できるが農作物の栽培には適さない。半島北部はツンドラである。ニューファンドランド島は海洋性気候である。地球温暖化の影響で季節外れの雪が降ったこともある。
寒流のラブラドル海流と暖流のメキシコ湾流が沖合いでぶつかり、海底地形も大陸棚が突き出たグランドバンクなどが存在するため、ニューファンドランド島もラブラドールも好漁場である、16世紀以来ヨーロッパの漁師たちが来航してこれらの海岸に入植地を作った。

## 世界遺産
- ランス・オ・メドー国定史跡（L'Anse aux Meadows）：北米唯一のバイキング遺跡。
- グロス・モーン国立公園（Gros Morne National Park）

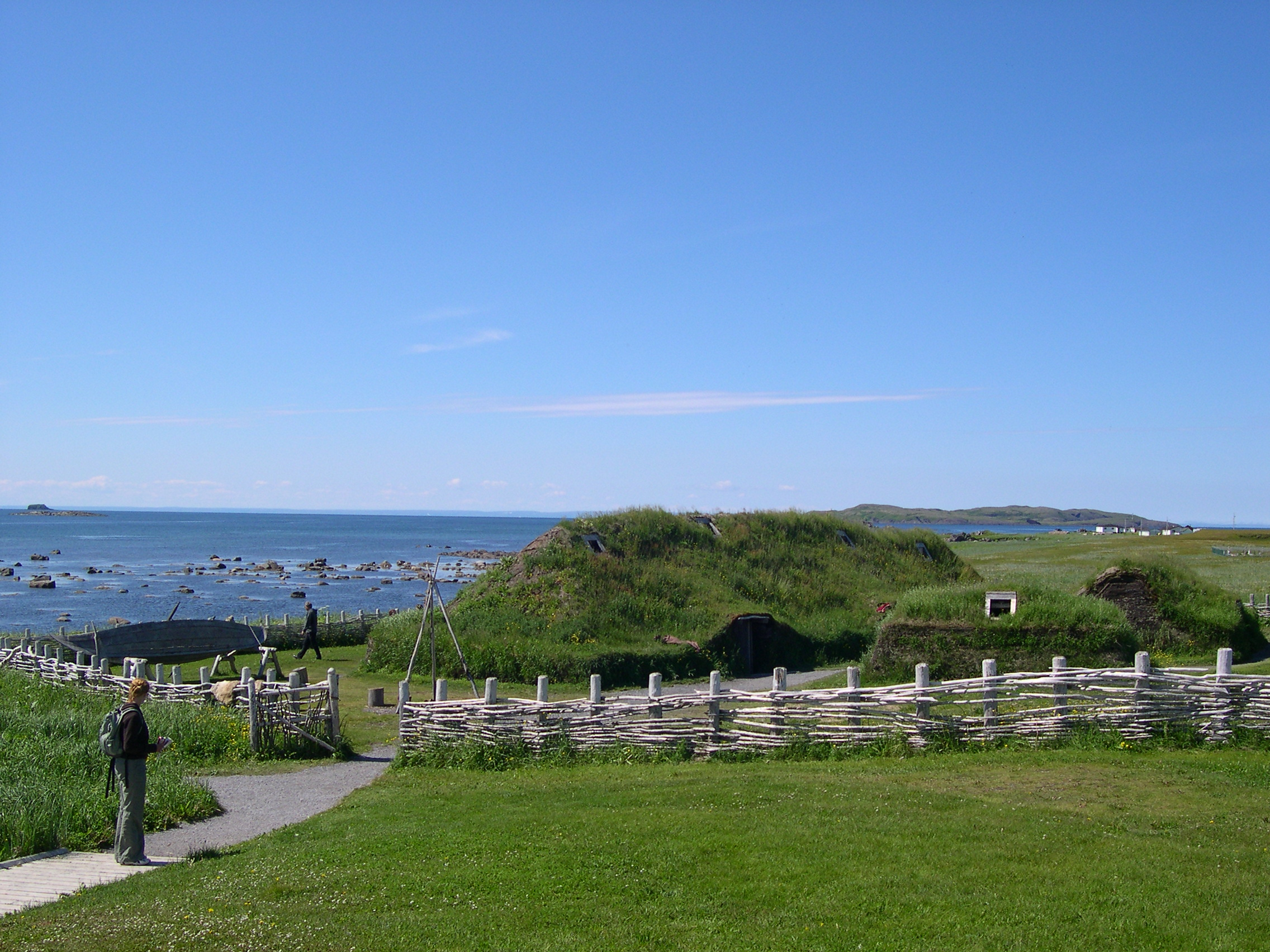
ランス・オ・メドー国定史跡
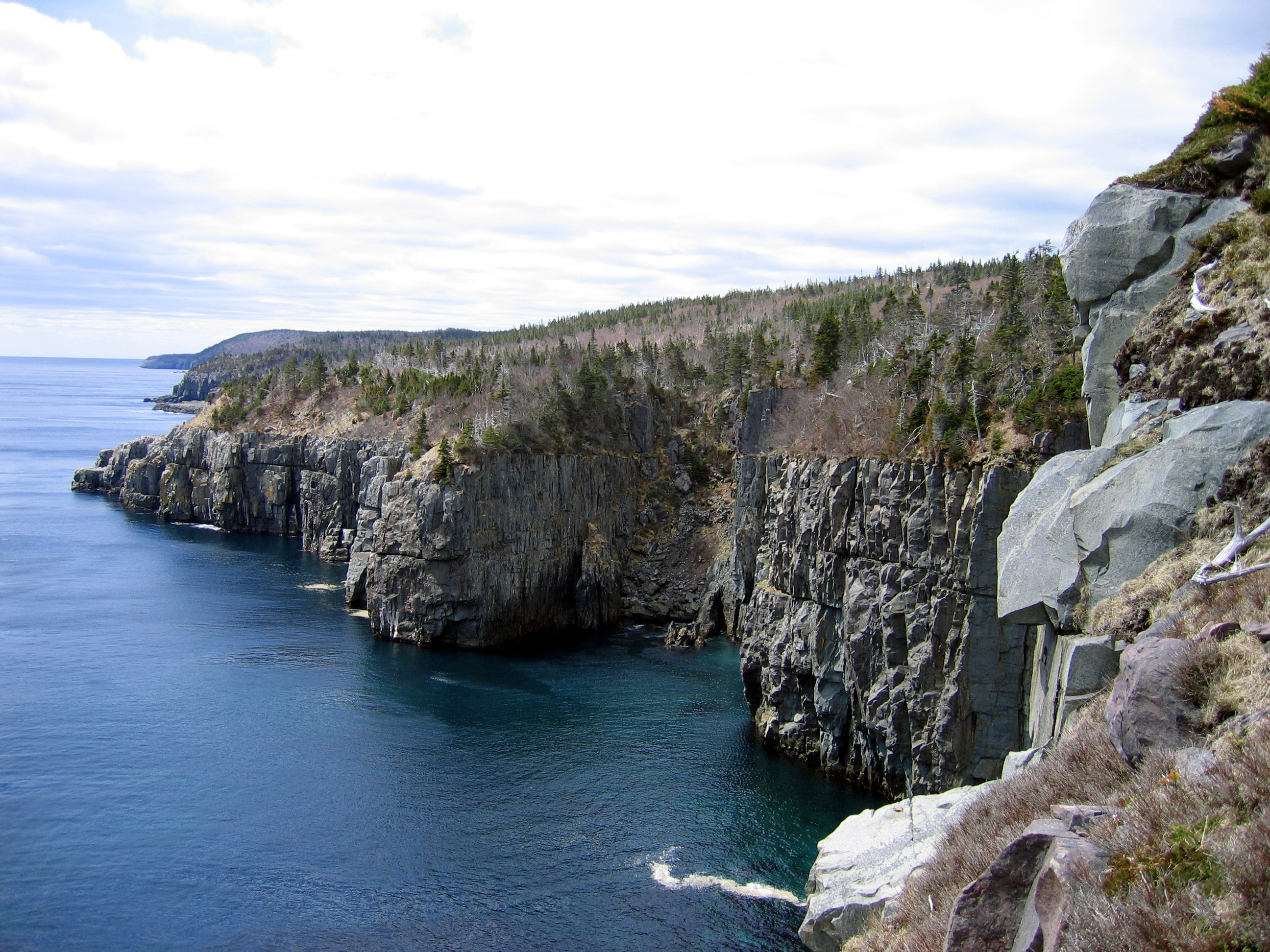
アバロン半島の海岸線

## 主要都市
- セント・ジョンズ（St. John's）
- コーナー・ブルック（Corner Brook）

## 教育
大学
- ニューファンドランドメモリアル大学

## 交通

### 道路
ニューファンドランド・ラブラドール州では、主要な陸上交通インフラとして総延長は3,000キロメートル以上の州道網があり、ニューファンドランド島全域、特にアバロン半島に広く分布し、さらにラブラドール地方の南部および東部地域にも道路が整備されている。代表的な州道には下記のものがある。
- ニューファンドランド・ラブラドール州道1号線：トランスカナダハイウェイを兼ねており、ニューファンドランド島を横断している。
- ニューファンドランド・ラブラドール州道100号線
- ニューファンドランド・ラブラドール州道430号線
- ニューファンドランド・ラブラドール州道500号線、510号線：ラブラドール地方を横断するトランスラブラドール・ハイウェイ

### 海運
ニューファンドランド・ラブラドール州では、州運輸公共事業省（Newfoundland and Labrador Department of Transportation and Works）が、フェリー航路15ルートを運営及び支援しており、州内の広大な海岸線沿いの様々な地域を結んでいる。

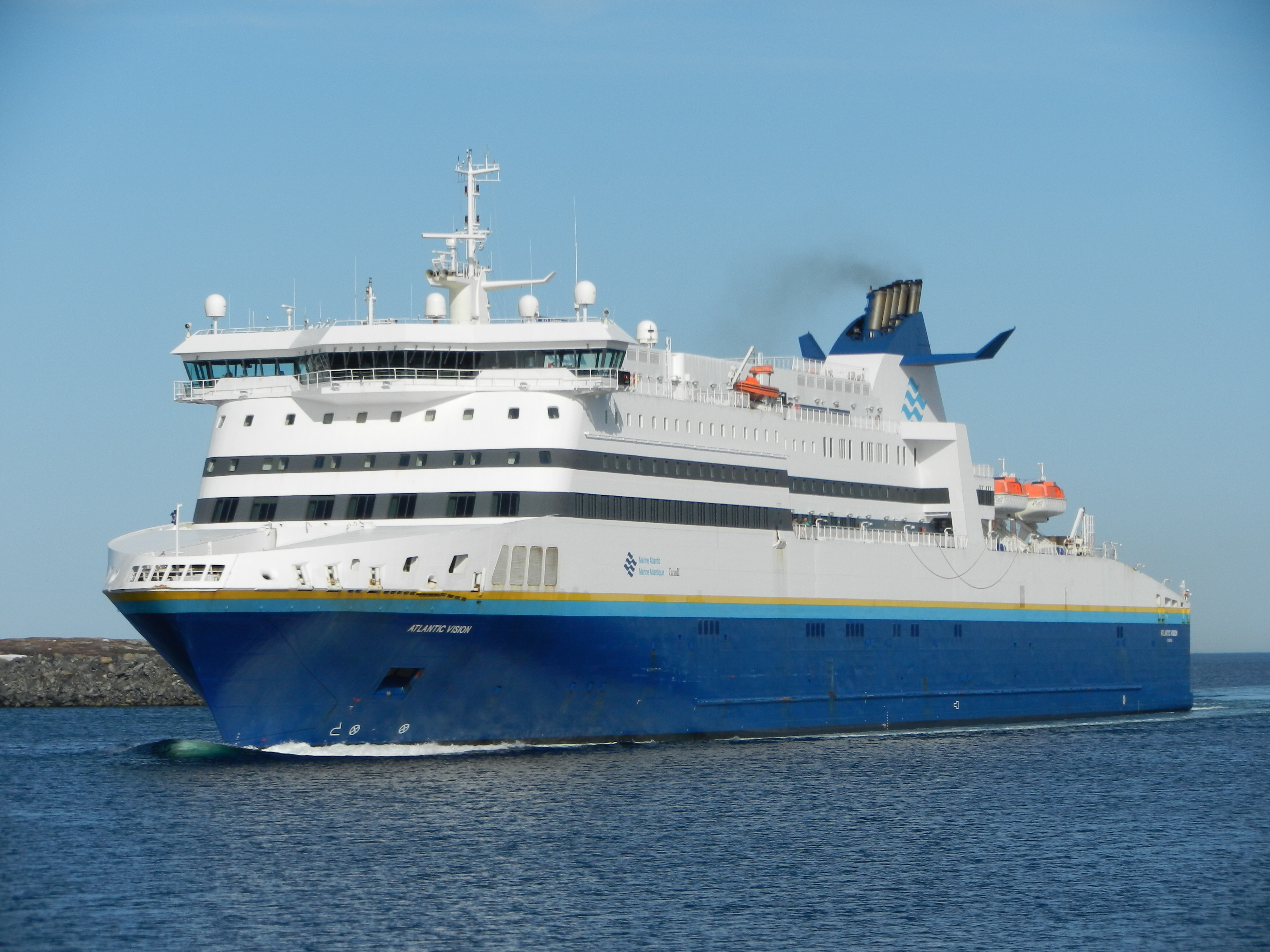
ニューファンドランド・ラブラドール州外と州内を結ぶフェリーが運航されている

#### 州外からのフェリー
- マリン・アトランティック：カナダ国有公社のひとつで、ニューファンドランド島（アージェンティアおよびポルト・オ・バスク）とノバスコシア州ノース・シドニーを結ぶフェリーを運航している[4][5]。

- ベルアイル海峡フェリー：約90分の定期旅客・車両フェリーサービスが運航されており、ニューファンドランド島と本土側のラブラドール地方を結んでいる。ラブラドール・マリン運航のクァジャクW（MV Qajaq W）が、ニューファンドランド島北部のセント・バーブ（St. Barbe）と、ラブラドール地方のランス＝オ＝クレール（L'Anse-au-Clair）まで陸路5kmの距離であるケベック州のブラン＝サブロン（Blanc-Sablon）を結んでいる[6][7]。

- SPMフェリー：フランス領サン＝ピエール・ミクロンのサン＝ピエールとニューファンドランド島フォーチュンを90分で結ぶ公営フェリー[8][9]。

#### 州内フェリー
- ニューファンドランド島周辺およびラブラドール沿岸の多くの小さな町や離島地域にもフェリーが運航している。最北ではネーン（Nain）まで運航している[10]。下記は一例である。
  - ベル島 - ポルトガル・コーブフェリー：ニューファンドランド島セントジョンズに近いベル島とニューファンドランド島本島ポルトガル・コーブを結ぶ海上20分の州営フェリーは年間通して運航され、セントジョンズへの通勤手段としても利用されている[11]。
  - フォーゴ島 - フェアウェルフェリー：ニューファンドランド島北部のフェアウェルからチェンジ諸島を経てフォーゴ島を結ぶ海上1時間15分の州営フェリーが年間を通じ運航されている[12]。
  - ハッピーバレー・グースベイ - ネーン航路：ラブラドール地方ではハッピーバレー・グースベイから、リゴレット、マッコヴィク、ポーツヴィル、ホープデール、ナトゥアシシュを経てネーンまでを2泊3日で結んでいる[13]。州営で予約はヌナツィアヴト・マリンが扱う。
  - ハッピーバレー・グースベイ - ブラック・ティクル航路：ラブラドール地方ハッピーバレー・グースベイから、カートライトを経てブラック・ティクルまでを10時間で結んでいる[14]。州営で予約はヌナツィアヴト・マリンが扱う。夏季のみ。

### 空港
ニューファンドランド・ラブラドール州内ではカナダ全国空港システム（英語：National Airports System）に属する空港は、セントジョンズ国際空港（YYT）とガンダー国際空港（YQX）の2つである。
- セントジョンズ国際空港（IATA空港コード：YYT）：年間約120万人の乗客を扱い、州内で最も利用者の多い空港であり、カナダ全体でも第14位の利用者数である[16]。2021年にターミナルビルの大規模拡張工事を完了し、施設の機能と快適性が向上した[17]。

- ガンダー国際空港（IATA空港コード：YQX）：2001年9月11日、アメリカ同時多発テロ事件の際に航空機39機を受け入れたイエローリボン作戦で有名である[18]。

- ディアレイク空港（IATA空港コード：YDF）：地方の主要空港として機能しており、乗降客は年間30万人以上である[19]。

### 鉄道
ニューファンドランド鉄道（Newfoundland Railway）は、1898年から1988年までニューファンドランド島で運行されていた鉄道路線で、総延長は1,458kmで、北米で最長の3フィート6インチ（1,067mm）狭軌鉄道であった。1988年6月20日に廃止され道路整備で置き換えられた。
鉱山鉄道として敷設されたケベック北岸・ラブラドール鉄道（Quebec North Shore and Labrador Railway、略称：QNS&L）がケベック州シェファーヴィル（Schefferville）からラブラドール地方の鉱山とラブラドール・シティを経てケベック州セ＝ティル（Sept-Îles）までを結んでおり、採掘された鉄鉱石をセ＝ティルの港に輸送する貨物輸送を行なっている。現在もQNS&Lはカナダ鉄鉱石会社（Iron Ore Company of Canada）の100%子会社である。また同じ路線を利用する旅客輸送サービスはツィエティン鉄道（Tshiuetin Rail Transportation）が担当しており、ケベック州シェファーヴィルからセ＝ティルまで旅客列車がラブラドール地方を縦断している。

## エピソード
- ニューファンドランドには Come By Chance （たまたま来る）や Mosquito（蚊）など、多くの変わった地名があることで知られる。
- この地域原産の犬種であるラブラドール・レトリーバーやニューファンドランドは元々、海難救助などの作業に従事していた作業犬であった。両犬種はこの州の「州の犬」に指定されている。